# Panamaszövet

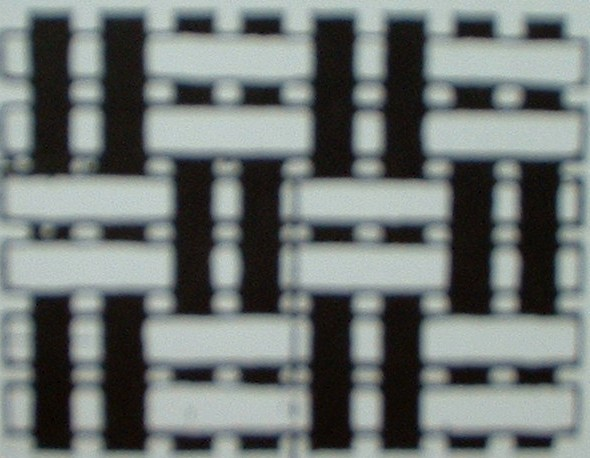
Panamakötésű szövet szerkezete

A panamaszövet nevét a szövetek kötéstanában ismert panamakötésről kapta. (Az elnevezésnek nincs köze Panamához mint országhoz.) Ennek jellegzetessége, hogy a lánc- és vetülékfonalak mindig párosával keresztezik egymást, azonosan kötnek, és így kiskockás mintázatot adnak. Finomabb pamut- vagy selyemfonalakból készítve fehérnemű- és inganyag, vastagabb gyapjúfonalakból gyártva férfi- és női ruhaanyagnak használják. Alkalmazzák hímzési alapszövet gyanánt is. Ennek a kötésmódnak jellegzetes alkalmazási területe a szalmakalapok (panamakalapok) készítése is, mert viszonylag laza szerkezete miatt jól szellőzik.